# Madre Teresa: No Amor Más Grande
Madre Teresa: No Amor Más Grande es una película documental estadounidense, protagonizada por Brian Kolodiejchuk, Patrick Kelly, Sister Mary Bernice y George Weigel. La película dirigida, escrita y producida por David Naglieri.

## Reparto
- Brian Kolodiejchuk
- Patrick Kelly
- Sister Mary Bernice
- George Weigel
- Jim Wahlberg
- Sister Prema
- Bishop Robert Barron
- Cardinal Konrad Krajewski